# أوريلين تشواميني
أوريلين دجاني تشواميني (مواليد 27 يناير 2000) هو لاعب كرة قدم فرنسي محترف يلعب كلاعب خط وسط دفاعي مع ريال مدريد والمنتخب الفرنسي.

## النشأة
وُلد تشواميني في روان، سين ماريتايم، لكنهُ نشأ وترعرع في بوردو، جيروند.

## مسيرته الكروية
ظهر تشواميني لأول مرة مع نادي جيروندان بوردو، حيثُ لعب في الدوري الأوروبي، وفاز 1–0 على نادي فنتسبيلس في الجولة الثانية من التصفيات في 26 يوليو 2018. سجل هدفه الأول في مسيرته الكروية مع فريق جيروندان بوردو في 9 أغسطس، حيثُ سجل الهدف الأخير في فوز بوردو 3–1 على نادي إيليتشيفيتس ماريوبول.

### موناكو
في 29 يناير 2020، وقع تشواميني عقدًا لمدة أربع سنوات ونصف مع نادي موناكو. بعد حوالي عام من اللعب لفريقه، سجل هدفه الأول في الدوري للفريق، وسجل الهدف الثاني في فوز 3–1 على نادي أولمبيك مارسيليا في 23 يناير 2021.

### ريال مدريد
في 11 يونيو 2022، أعلن الناديان أن تشواميني سينتقل إلى ريال مدريد في 1 يوليو 2022، بتوقيع عقد لمدة ست سنوات.

## مسيرته الدولية
ظهر تشواميني لأول مرة دُوليًا في تصفيات كأس العالم 2022 ضد البوسنة والهرسك ليحل محل توماس ليمار في الدقيقة 46. في 25 مارس 2022، سجل تشواميني هدفه الأول للمنتخب في مُبارة ودية ضد ساحل العاج.

## الإحصائيات

### النادي
آخر تحديث 21 مايو 2022.
| النادي   | الموسم   | الدوري         | الدوري | الدوري  | الكأس  | الكأس   | أوروبا | أوروبا  | أخرى   | أخرى    | المجموع | المجموع |
| النادي   | الموسم   | الدرجة         | الظهور | الأهداف | الظهور | الأهداف | الظهور | الأهداف | الظهور | الأهداف | الظهور  | الأهداف |
| -------- | -------- | -------------- | ------ | ------- | ------ | ------- | ------ | ------- | ------ | ------- | ------- | ------- |
| بوردو    | 2018–19  | الدوري الفرنسي | 10     | 0       | 0      | 0       | 9      | 1       | 0      | 0       | 19      | 1       |
| بوردو    | 2019–20  | الدوري الفرنسي | 15     | 0       | 1      | 0       | —      | —       | 2      | 0       | 18      | 0       |
| بوردو    | المجموع  | المجموع        | 25     | 0       | 1      | 0       | 9      | 1       | 2      | 0       | 37      | 1       |
| موناكو   | 2019–20  | الدوري الفرنسي | 3      | 0       | 0      | 0       | —      | —       | 0      | 0       | 3       | 0       |
| موناكو   | 2020–21  | الدوري الفرنسي | 36     | 2       | 6      | 1       | —      | —       | —      | —       | 42      | 3       |
| موناكو   | 2021–22  | الدوري الفرنسي | 35     | 3       | 4      | 1       | 11     | 1       | —      | —       | 50      | 5       |
| موناكو   | المجموع  | المجموع        | 74     | 5       | 10     | 2       | 11     | 1       | 0      | 0       | 95      | 8       |
| الإجمالي | الإجمالي | الإجمالي       | 99     | 5       | 11     | 2       | 20     | 2       | 2      | 0       | 133     | 9       |

1. ↑  المباريات في الدوري الأوروبي
2. ↑  المباريات في كأس الرابطة الفرنسية
3. ↑  أربع مباريات وهدف واحد في دوري أبطال أوروبا، سبع مباريات في الدوري الأوروبي

### المنتخب
آخر تحديث 10 يونيو 2022.
| المنتخب الوطني | العام   | الظهور | الأهداف |
| -------------- | ------- | ------ | ------- |
| فرنسا          | 2021    | 7      | 0       |
| فرنسا          | 2022    | 4      | 1       |
| المجموع        | المجموع | 11     | 1       |

اعتبارا من المباراة التي لُعبت في 25 مارس 2022
قائمة الأهداف والنتائج مع منتخب فرنسا الأول
| # | التاريخ      | المكان                         | م | الخصم      | الهدف | النتيجة | المسابقة |
| - | ------------ | ------------------------------ | - | ---------- | ----- | ------- | -------- |
| 1 | 25 مارس 2022 | ملعب فيلودروم، مارسيليا، فرنسا | 8 | ساحل العاج | 2–1   | 2–1     | ودية     |

## الإنجازات
ريال مدريد
- الدوري الإسباني: 2023–24[18]
- كأس السوبر الإسباني: 2023–24[19]
- دوري أبطال أوروبا: 2023–24[20]
- كأس السوبر الأوروبي: 2022،[21] 2024[22]
- كأس العالم للأندية: 2022[23]
- كأس القارات للأندية: 2024[24]

فرنسا
- دوري الأمم الأوروبية: 2020–21[25]
- كأس العالم: الوصيف 2022[26]

فردية
- أفضل لاعب شاب في الدوري الفرنسي: 2020–21[27]
- فريق العام في الدوري الفرنسي: 2020–21،[28] 2021–22[29]

## وصلات خارجية
- أوريلين تشواميني على موقع الاتحاد الأوربي (الإنجليزية)
- أوريلين تشواميني على موقع رابطة كرة القدم الفرنسية للمحترفين (الإنجليزية)
- أوريلين تشواميني على موقع إي إس بي إن إف سي (الإنجليزية)
- أوريلين تشواميني على موقع قاعدة بيانات كرة القدم.إي يو (الإنجليزية)
- أوريلين تشواميني على موقع ليكيب (الفرنسية)
- أوريلين تشواميني على موقع ناشيونال فوتبول تيمز (الإنجليزية)
- أوريلين تشواميني على موقع Soccerbase.com (لاعب) (الإنجليزية)
- أوريلين تشواميني على موقع Soccerway.com (الإنجليزية)
- أوريلين تشواميني على موقع عالم كرة القدم.نت (الإنجليزية)
- أوريلين تشواميني على موقع كووورة